# میکائیلا شافرات
میکائیلا شافرات (انگلیسی: Michaela Schaffrath؛ زاده ۶ دسامبر ۱۹۷۰) یک بازیگر سابق فیلم‌ های پورن اهل آلمان است.